# Żugienie
Żugienie (niem. Sugnienen) – wieś w Polsce położona w województwie warmińsko-mazurskim, w powiecie braniewskim, w gminie Pieniężno. We wsi znajduje się przystanek kolejowy.
W latach 1975–1998 miejscowość administracyjnie należała do województwa elbląskiego.  Wieś znajduje się w historycznym regionie Warmia.